# Nessun dorma
Nessun dorma (hr: Nitko neće spavati) je arija iz završnog čina opere Turandot, Giacoma Puccinia.
Arija je postala poznata i kao zaštitni znak Luciana Pavarottia koju je često izvodio i koja je dostigla kultni status.
Planetarno poznatom učinuo ju je i Paul Potts u TV programu "Britain's Got Talent". Američki heavy metal sastav Manowar je napravio obradu ove skladbe na albumu  Warriors of the World. 
Britanski glazbenik Jeff Beck, je na sebi svojstven način, obradio ovu skladbu na albumu  "Emotions & Commotions".

## Libreto
| Princ Nessun dorma! Nessun dorma! Tu pure, o Principessa, nella tua fredda stanza guardi le stelle che tremano d'amore e di speranza... Ma il mio mistero è chiuso in me, il nome mio nessun saprà! No, no, sulla tua bocca lo dirò, quando la luce splenderà! Ed il mio bacio scioglierà il silenzio che ti fa mia. Ženski zbor Il nome suo nessun saprà... E noi dovrem, ahimè, morir, morir! Princ Dilegua, o notte! Tramontate, stelle! Tramontate, stelle! All'alba vincerò! Vincerò! Vincerò! | Princ Nitko neće spavati! Nitko neće spavati! Također i ti, princezo, u tvojoj hladnoj sobi, gledaj zvijezde koje se tresu od ljubavi i nade. Ali moja tajna je skrivena u meni, moje ime nitko neće saznati! Ne, ne, tvojim usnama reći ću to kada se svjetlost pojavi. I moj poljubac će prouzročiti tišinu koja te čini mojom! Ženski zbor Nitko neće znati njegovo ime, i mi, oh, ćemo umrijeti, ćemo umrijeti! Princ Nestani noći! Padajte zvijezde! Padajte zvijezde! U zoru ću pobijediti! Pobijedit ću! Pobijedit ću! |